# Episodi di Zio Gianni (prima stagione)
La prima stagione della sitcom italiana Zio Gianni è composta da 27 episodi, andati in onda su Rai 2 a partire dal 22 dicembre 2014.
| nº | Titolo                           | Prima TV         |
| -- | -------------------------------- | ---------------- |
| 1  | Zio Gianni                       | 22 dicembre 2014 |
| 2  | Il decalogo                      | 23 dicembre 2014 |
| 3  | Il discount                      | 24 dicembre 2014 |
| 4  | Il curriculum                    | 25 dicembre 2014 |
| 5  | Il figlio di Gianni              | 26 dicembre 2014 |
| 6  | I mezzi di trasporto             | 29 dicembre 2014 |
| 7  | Internet e la TV                 | 30 dicembre 2014 |
| 8  | Christmas Gianni (prima parte)   | 1º gennaio 2015  |
| 9  | Christmas Gianni (seconda parte) | 2 gennaio 2015   |
| 10 | I sintomi influenzali            | 5 gennaio 2015   |
| 11 | Il derby                         | 6 gennaio 2015   |
| 12 | Il dress code                    | 7 gennaio 2015   |
| 13 | La vicina                        | 8 gennaio 2015   |
| 14 | Operazione ADSL                  | 9 gennaio 2015   |
| 15 | Il lavoro                        | 12 gennaio 2015  |
| 16 | Il rave party                    | 16 gennaio 2015  |
| 17 | I genitori di Gianni             | 16 gennaio 2015  |
| 18 | Il sosia                         | 19 gennaio 2015  |
| 19 | Fulvio e il malocchio            | 19 gennaio 2015  |
| 20 | Il bibitone                      | 23 gennaio 2015  |
| 21 | L'estinzione della penna         | 23 gennaio 2015  |
| 22 | L'appuntamento                   | 26 gennaio 2015  |
| 23 | La webseries                     | 27 gennaio 2015  |
| 24 | L'onomastico                     | 28 gennaio 2015  |
| 25 | Super Panda                      | 29 gennaio 2015  |
| 26 | Il couchsurfing                  | 30 gennaio 2015  |
| 27 | Fiorella                         | 30 gennaio 2015  |